# Avenbokshäxkvast
Avenbokshäxkvast (Taphrina carpini) är en svampart som först beskrevs av Emil Rostrup, och fick sitt nu gällande namn av Carl Johan Johanson 1886. Avenbokshäxkvast ingår i släktet Taphrina och familjen häxkvastsvampar.  Arten är reproducerande i Sverige. Inga underarter finns listade i Catalogue of Life.